# ایوان ساویتسکی
ایوان ساویتسکی (روسی: Иван Александрович Савицкий؛ زادهٔ ۶ مارس ۱۹۹۲) دوچرخه‌سوار اهل روسیه است.
از باشگاه‌هایی که در آن بازی کرده‌است می‌توان به گازپروم-روس‌ولو، و گازپروم-روس‌ولو، اشاره کرد.